# Андре Флоршюц
Андре Флоршюц (нім. André Florschütz; *6 серпня 1976, м. Зоннеберг, Німеччина) — німецький саночник, який виступає в санному спорті на професійному рівні з 1995 року. Титулований ветеран команди, дебютуваа в національній команді, як учасник зимових Олімпійських ігор в 2006 році, здобувши срібні нагороди, а в 2010 році в Ванкувері посів 5 місце в парному розряді. Входить до числа 10 найкращих саночників світу, а в парному розряді виступає разом з саночником Торстеном Вустліхом з 1998 року.